# Lebia sellata
Lebia sellata är en skalbaggsart som beskrevs av Pierre François Marie Auguste Dejean. Lebia sellata ingår i släktet Lebia och familjen jordlöpare. Inga underarter finns listade i Catalogue of Life.